# 'Round About Midnight
'Round About Midnight es un álbum de estudio del músico estadounidense de jazz Miles Davis. Originalmente publicado en marzo de 1957 (CL 949), fue su debut para Columbia Records. El álbum toma el nombre de la canción de Thelonious Monk «'Round Midnight».
Las sesiones de grabación tuvieron lugar en el Columbia Studio D el 26 de octubre de 1955, y en el CBS 30th Street Studio el 5 de junio y el 10 de septiembre de 1956. 'Round About Midnight está considerado por la crítica como un punto de referencia del hard bop y uno de los mejores discos de jazz de todos los tiempos. El 17 de abril de 2001, Sony volvió a publicar en álbum en formato compact disc bajo su sello discográfico Columbia/Legacy, remasterizado en 24 bits y con bonus tracks de las grabaciones originales. También existe una edición en 2 CD publicada el 14 de junio de 2005 como parte de la serie Legacy Edition de Sony, que incluye todo el material de la reedición de 2001 más un segundo disco en directo con la aclamada interpretación de la canción "'Round Midnight" en la edición de 1955 del Newport Jazz Festival, y un set completo del mismo quinteto en el Pacific Jazz Festival, 1956.

## Concepción
En la edición de 1955 del Newport Jazz Festival, Davis interpretó "'Round Midnight" como parte de una improvisación "all-star", incluyendo al compositor de la canción, Thelonious Monk, a Connie Kay y Percy Heath del Modern Jazz Quartet, y a Zoot Sims y Gerry Mulligan. El solo de Miles Davis fue recibido de forma extremadamente positiva por parte de fanáticos y críticos. Fue visto como una significativa vuelta a la escena musical y como un indicativo de que el artista volvía a estar sano, recuperado de su adicción a las drogas (en realidad, llevaba más de un año sin consumir heroína). La respuesta de Miles a esta actuación fue característicamente lacónica: "¿De que hablan? Estaba tocando igual que siempre." George Avakian de Columbia Records estaba entre el público, y su hermano Aram consiguió convencerlo para que le ofreciera un contrato. Davis acabó firmando con Columbia, y formó su famoso "primer gran quinteto", con John Coltrane en el saxofón. 'Round About Midnight sería su primer álbum para el sello.
Davis seguía teniendo un contrato con Prestige Records, pero llegaron a un acuerdo de forma que pudiese grabar material para Columbia, siempre y cuando no se publicara hasta que el contrato con Prestige hubiese expirado. Las sesiones de grabación tuvieron lugar en los estudios de Columbia Records; en la primera sesión, en el Studio D, el 27 de octubre de 1955, se grabaron las pistas "Tadd's Delight", "Dear Old Stockholm", "Bye Bye Blackbird" (que pronto se convertiría en un estándar), "Ah-Leu-Cha", "Two Bass Hit", "Little Melonae" y "Budo". Esta fue la primera grabación de estudio del quinteto. El resto del álbum fue grabado en dos sesiones separadas en el 30th Street Studio, el 5 de junio y el 10 de septiembre de 1956. Durante todo este periodo, el Miles Davis Quintet seguía grabando material para cumplir con su vigente contrario con Prestige.

## Recepción e influencia
A su salida al mercado, 'Round About Midnight tuvo una gran acogida en el mundo del jazz. Con el paso de los años, no obstante, quedó en segundo plano frente a otros trabajos del mismo quinteto. Ralph Berton de The Record Changer se refirió a él como "ortodoxo, jazz progresivo moderado y conservador". The Penguin Guide to Jazz Recordings lo describió diciendo que "suena como una nota al pie de página" de las sesiones de grabación para Prestige (que serían editadas en los discos Miles, Relaxin', Workin', Steamin', y Cookin'), y que "el material está bien, pero de alguna forma falla a la hora de conseguir esa magia de las grabaciones para Prestige." La opinión de la crítica fue mejorando significativamente en los años siguientes a su publicación. El crítico musical Eugene Holley Jr., por ejemplo, alabó el álbum escribiendo:

Estilísticamente, Midnight abarca estándares (o canciones que pronto se convertirían en estándares) como "Dear Old Stockholm", "Bye-Bye Blackbird", "Tadd's Delight" de Tadd Dameron, y la composición visionaria de Jackie McLean "Little Melonae". Miles y compañía repiten la canción "Budo" de las históricas sesiones Birth of the Cool. Destaca la interpretación de Davis de la balada de Thelonious Monk "'Round Midnight", que sigue siendo un emblema del artista, y en la que hace uso de su sordina Harmon. Si quieres escuchar los orígenes del jazz moderno post-bop, aquí lo tienes.

Bob Rusch de Cadence Magazine escribió, "todo, desde la foto en blanco y negro de Miles Davis de la portada, tintada en rojo, absorto en sus pensamientos, a las actuaciones en sí, son clásicas. No es sorprendente que, junto a una presentación cuidada y una destreza artística extraordinarias, hayan creado una leyenda y, además, una grabación esencial para la historia de la música."
Considerado por muchos como uno de los pináculos de la era del hard bop, la selección de canciones en Midnight representa un resumen de la anterior era bebop, con las interpretaciones suavizadas por el liricismo inherente de Davis, pero arraigadas en el nuevo estilo promovido por los pioneros del hard bop Art Blakey y Horace Silver con los Jazz Messengers, y el quinteto Max Roach/Clifford Brown, que en 1956 incluía al antiguo miembro del grupo de Davis, Sonny Rollins. Coltrane estaba todavía por convertirse en una icónica figura para la historia del jazz, y su presencia el quinteto de Davis resultaba una decepción para muchos como reemplazo de Rollins. Su estilo, aunque embrionariamente frenético y perspicaz, no contaba todavía con el enfoque "sheets of sound" que lo haría famoso al final de la década. En abril de 1957, su adicción a la heroína le llevaría a dejar el grupo y unirse a Monk, bajo la tutela del cual el estilo del saxofonista se solidificaría considerablemente.

## Lista de canciones

### Cara A
1. "'Round Midnight" (Monk, Williams) – 6:00
2. "Ah-Leu-Cha" (Parker) – 5:55
3. "All of You" (Porter) – 7:05

### Cara B
1. "Bye Bye Blackbird" (Henderson) – 7:59
2. "Tadd's Delight" (Dameron) – 4:33
3. "Dear Old Stockholm" (Traditional, arranged by Getz) – 7:55

### Edición Legacy
Disco 1
Todas las pistas adicionales grabadas en la sesión de octubre de 1955, excepto cuando se indique lo contrario.
1. "'Round Midnight" (Monk, Williams) – 6:00
2. "Ah-Leu-Cha" (Parker) – 5:55
3. "All of You" (Porter) – 7:05
4. "Bye Bye Blackbird" (Henderson) – 7:59
5. "Tadd's Delight" (Dameron) – 4:33
6. "Dear Old Stockholm" (Traditional, arreglo de Getz) – 7:55
7. "Two Bass Hit" (Gillespie, Lewis) – 3:47
8. "Little Melonae" (McLean) – 7:24
9. "Budo" (Miles Davis, Powell) – 4:17
10. "Sweet Sue, Just You" (Harris, Young) – 3:39 (September de 1956)

Disco 2
Todas las pistas grabadas en el Pacific Jazz Festival de febrero de 1956, excepto cuando se indique lo contrario.
1. "'Round Midnight" – 6:00 (Newport Jazz Festival 1955)
2. Introduction by Gene Norman – 1:35
3. "Chance It (Max Making Wax)" (Pettiford) – 4:33
4. "Walkin'" (Carpenter) – 10:02
5. Dialogue by Gene Norman and Miles Davis – 0:27
6. "It Never Entered My Mind" (Rodgers, Hart) – 5:17
7. "Woody 'n' You" (Gillespie) – 5:45
8. "Salt Peanuts" (Gillespie, Clarke) – 4:33
9. "Closing Theme" (Davis) – 0:27

## Personal

### Músicos
- Miles Davis – trompeta
- John Coltrane – saxofón tenor
- Red Garland – piano
- Paul Chambers – contrabajo
- Philly Joe Jones – batería

Newport Jazz All-Star
- Miles Davis – trompeta
- Zoot Sims – saxofón tenor
- Gerry Mulligan – saxofón barítono
- Thelonious Monk – piano
- Percy Heath – contrabajo
- Connie Kay – batería

### Personal adicional
- George Avakian – productor, notas del álbum
- Frank Laico – ingeniero
- Teo Macero – masterización
- Don Hunstein – fotografía
- Aram Avakian – fotografía
- Dennis Stock – fotografía

Reedición
- Seth Rothstein – director
- Michael Cuscuna – productor
- Bob Belden – productor
- Randall Martin – diseñador
- Ray Moore – ingeniero
- Mark Wilder – ingeniero, masterización
- Howard Fritzson – dirección artística
- Bob Blumenthal notas del álbum